# Liste der denkmalgeschützten Objekte in Leisach
Die Liste der denkmalgeschützten Objekte in Leisach enthält die 5 unbeweglichen denkmalgeschützten Objekte der Gemeinde Leisach im Bezirk Lienz (Tirol).

## Denkmäler
| Foto |                 | Denkmal                                                                         | Standort                                       | Beschreibung | Metadaten |
| ---- | --------------- | ------------------------------------------------------------------------------- | ---------------------------------------------- | --- | --- |
| ja   | Datei hochladen | Lourdeskapelle HERIS-ID: 6579 Objekt-ID: 2459 TKK: 16721                        | östlich Burgfrieden 4 Standort KG: Burgfrieden | Die Lourdeskapelle wurde 1893 in nächster Nähe zur Lienzer Klause errichtet und stellt die älteste Lourdeskapelle in Osttirol dar. Der Giebelbau mit eingezogener, polygonaler Apsis und Giebelreiter beherbergt eine Lourdesgrotte mit Figuren der Maria und Bernadette aus Gröden.                                                                    | BDA-Hist.: Q37917443 Status: § 2a Stand der BDA-Liste: 2025-06-30 Name: Lourdeskapelle GstNr.: .51 Lourdeskapelle Leisach                                                              |
| ja   | Datei hochladen | Festungsanlage Lienzer-Klause HERIS-ID: 6583 Objekt-ID: 2463 TKK: 16706         | bei Burgfrieden 4 Standort KG: Burgfrieden     | → Hauptartikel : Lienzer Klause f1 | BDA-Hist.: Q1824245 Status: Bescheid Stand der BDA-Liste: 2025-06-30 Name: Festungsanlage Lienzer-Klause GstNr.: 233, 228, 230, 232/1, 232/2, 234, 235, 236, 241/5, 430 Lienzer Klause |
| ja   | Datei hochladen | Kath. Pfarrkirche St. Michael HERIS-ID: 6576 Objekt-ID: 2456 TKK: 16710         | gegenüber Leisach 9 Standort KG: Leisach       | Mittelalterlich geprägte, fünfjochige Pfarrkirche, dessen westlichstes Joch von einem Erweiterungsbau aus den 1980er Jahren nach Plänen von Clemens Holzmeister umschlossen wird. Im Inneren ist die Kirche von der Gotik bzw. Neugotik geprägt. | BDA-Hist.: Q37917200 Status: § 2a Stand der BDA-Liste: 2025-06-30 Name: Kath. Pfarrkirche St. Michael GstNr.: .1, 1 Kath. Pfarrkirche St. Michael Leisach                              |
| ja   | Datei hochladen | Michaels-Stöckl HERIS-ID: 6577 Objekt-ID: 2457 TKK: 16720                       | Kirchweg Standort KG: Leisach                  | Das Michaels-Stöckl ist ein offener Bildstock mit vergitterter Rundbogennische unter Zeltdach, der eine barocke Figur des heiligen Michael aus dem 18. Jahrhundert beherbergt, wobei der Heilige als römischer Legionär mit Flammenschwert und Seelenwaage dargestellt ist. Der Bildstock befindet sich am östlichen Ortseingang nahe dem Leisacherhof. | BDA-Hist.: Q37917287 Status: § 2a Stand der BDA-Liste: 2025-06-30 Name: Michaels-Stöckl GstNr.: 916                                                                                    |
| ja   | Datei hochladen | Reiterkirchl (Kapelle Geburt Christi) HERIS-ID: 6578 Objekt-ID: 2458 TKK: 16708 | Reiteralm Standort KG: Leisach                 | Das Reiterkirchl wurde der Überlieferung nach 1849 vom Besitzer des Reiterhofs errichtet, möglicherweise erbaute man sie jedoch bereits zu Beginn des 19. Jahrhunderts. Der Giebelbau mit Satteldach und Dachreiter mit Zwiebelhaube beherbergt einen Altar aus dem Beginn des 19. Jahrhunderts mit einem Altarbild der Geburt Christi.                 | BDA-Hist.: Q37917362 Status: § 2a Stand der BDA-Liste: 2025-06-30 Name: Reiterkirchl (Kapelle Geburt Christi) GstNr.: .46                                                              |